# Pseudanapis
Genre
Synonymes
- Gossiblemma Roewer, 1963
- Amrishoonops Makhan & Ezzatpanah, 2011

Pseudanapis est un genre d'araignées aranéomorphes de la famille des Anapidae.

## Distribution
Les espèces de ce genre se rencontrent en Amérique, en Asie, en Afrique et en Océanie.

## Liste des espèces
Selon World Spider Catalog (version 25.5, 01/08/2024) :
- Pseudanapis aloha Forster, 1959
- Pseudanapis amrishi (Makhan & Ezzatpanah, 2011)
- Pseudanapis benoiti Platnick & Shadab, 1979
- Pseudanapis domingo Platnick & Shadab, 1979
- Pseudanapis gertschi (Forster, 1958)
- Pseudanapis hoeferi Kropf, 1995
- Pseudanapis namkhan Lin, Li & Jäger, 2013
- Pseudanapis parocula (Simon, 1899)
- Pseudanapis plumbea Forster, 1974
- Pseudanapis serica Brignoli, 1981
- Pseudanapis wilsoni Forster, 1959
- Pseudanapis yasunica Zamani & Marusik, 2024

## Systématique et taxinomie
Ce genre a été décrit par Simon en 1905 dans les Argiopidae.
Gossiblemma a été placé en synonymie par Shear en 1978.
Amrishoonops a été placé en synonymie par Jiménez, Platnick et Dupérré en 2011.

## Publication originale
- Simon, 1905 : « Arachnides de Java, recueillis par le Prof. K. Kraepelin en 1904. » Mitteilungen aus dem Naturhistorischen Museum in Hamburg, vol. 22, p. 49-73 (texte intégral).